# 庄周办事处
庄周办事处，是中国安徽省亳州市蒙城县下辖的一个乡镇级行政单位。

## 行政区划
庄周办事处共辖以下地区：
二里吴社区、七里许村、前杨村、九里桥村、红光村、十里村、六里村、万湖村、东光村、马店村、后楼村、王桥村。